# Weiding
Weiding là một đô thị ở huyện Cham bang Bayern nước Đức. Đô thị Weiding có diện tích 28,16 km², dân số thời điểm ngày 31 tháng 12 năm 2006 là 2592 người.